# Franstaligen
Als men spreekt over Franstaligen bedoelt men een Franssprekende bevolkingsgroep in een meertalig land waar die groep taalrechten heeft.
Die landen en regio's zijn:
- België: Wallonië, Brussels Hoofdstedelijk Gewest en enkele faciliteitengemeenten in de buurt van de taalgrens
- Zwitserland: de kantons aan de westzijde van het land
- Canada: Quebec
- Verenigde Staten: Louisiana.